# Трофа (Агеда)
Тро́фа (порт. Trofa; МФА: [ˈtɾo.fɐ]) — колишня парафія в Португалії, в муніципалітеті Агеда. Перебувала у складі округу Авейру.  Входила до регіону Центр. За старим адміністративним поділом, що був чинним до 1976 року, територія парафії належала провінції Берегова Бейра.  Ліквідована 28 січня 2013 року. Увійшла до складу парафії Трофа, Сегадайнш і Ламаш-ду-Вога. Площа парафії — 8,19 км², населення — 2732 ос. (2011), густота населення — 333,58 осіб/км²
. Патрон — Спаситель. Поштовий індекс — 3750. Код  — 010118.

## Географія

Агеда (2013)
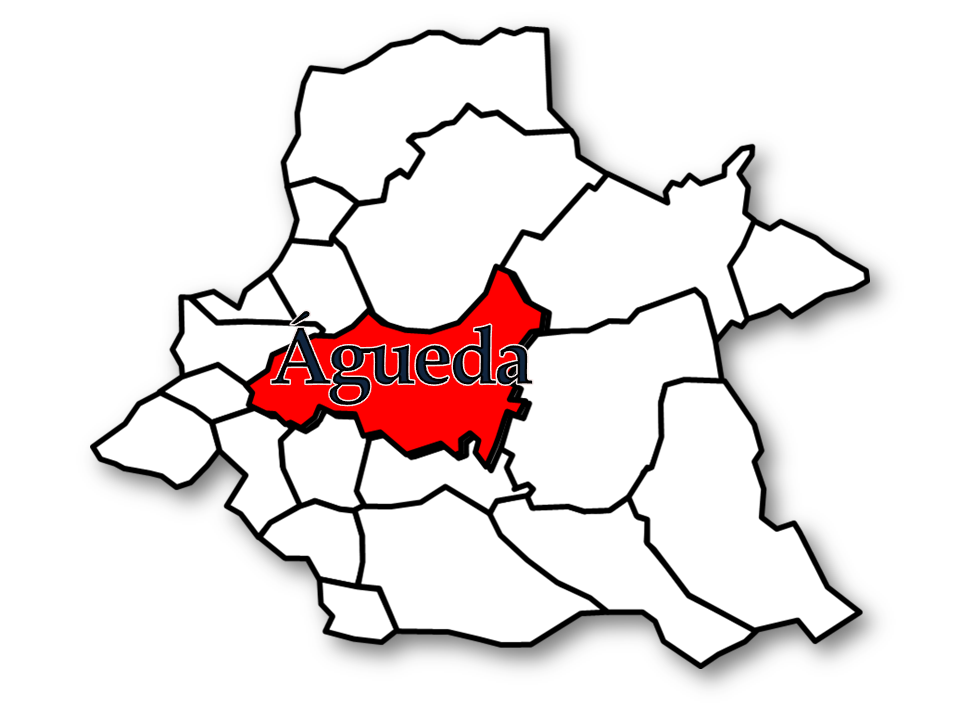
Агеда
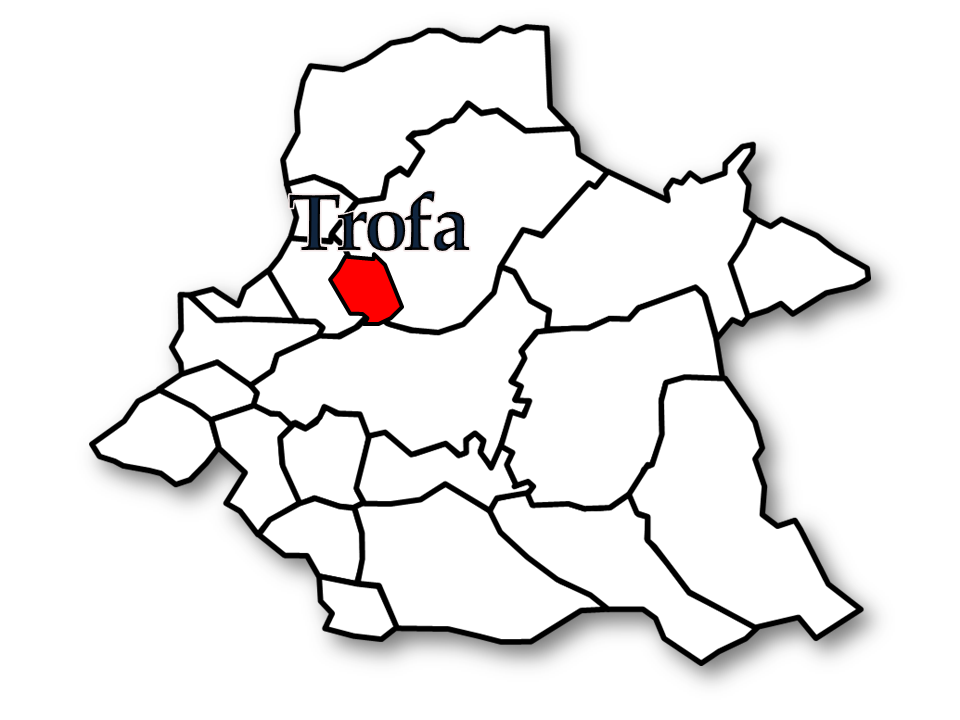
Трофа

## Населення
| Кількість мешканців | Кількість мешканців | Кількість мешканців | Кількість мешканців | Кількість мешканців | Кількість мешканців | Кількість мешканців | Кількість мешканців | Кількість мешканців | Кількість мешканців | Кількість мешканців | Кількість мешканців | Кількість мешканців | Кількість мешканців | Кількість мешканців |
| ------------------- | ------------------- | ------------------- | ------------------- | ------------------- | ------------------- | ------------------- | ------------------- | ------------------- | ------------------- | ------------------- | ------------------- | ------------------- | ------------------- | ------------------- |
| 1864                | 1878                | 1890                | 1900                | 1911                | 1920                | 1930                | 1940                | 1950                | 1960                | 1970                | 1981                | 1991                | 2001                | 2011                |
| 1.095               | 1.175               | 1.102               | 1.084               | 1.180               | 1.151               | 1.394               | 1.502               | 1.787               | 1.785               | 2.007               | 2.043               | 2.456               | 2.680               | 2.732               |

## Пам'ятки
- Церква святого Спасителя — парафіяльна церква XVI століття.